# .ca
ca. دامنه اینترنتی کشور کانادا است.